# Port marchand de Liverpool
Le port marchand de Liverpool est un ancien site britannique classé du patrimoine mondial de l'Unesco. Il comprenait six zones distinctes situées dans le centre de la ville de Liverpool (Pier Head, Royal Albert Dock, Stanley Dock, Duke Street, Castle Street et William Brown Street) qui correspondaient aux quartiers commerciaux développés à partir du XVIIIe siècle. Plusieurs bâtiments emblématiques de la ville s'y trouvent, dont le Royal Liver Building, le Port of Liverpool Building et le Cunard Building.

## Inscription et radiation
Le site est inscrit au patrimoine mondial de l'Unesco en 2004 sous le nom de Liverpool – Port marchand. Menacé par le projet de développement urbain de Liverpool Waters (en), il est ajouté à la liste du patrimoine mondial en péril en 2012. Le 21 juillet 2021, après soumission au vote, le site est retiré de la liste du patrimoine mondial en raison du surdéveloppement d'aménagements lui faisant « perdre son authenticité ».

## Galerie

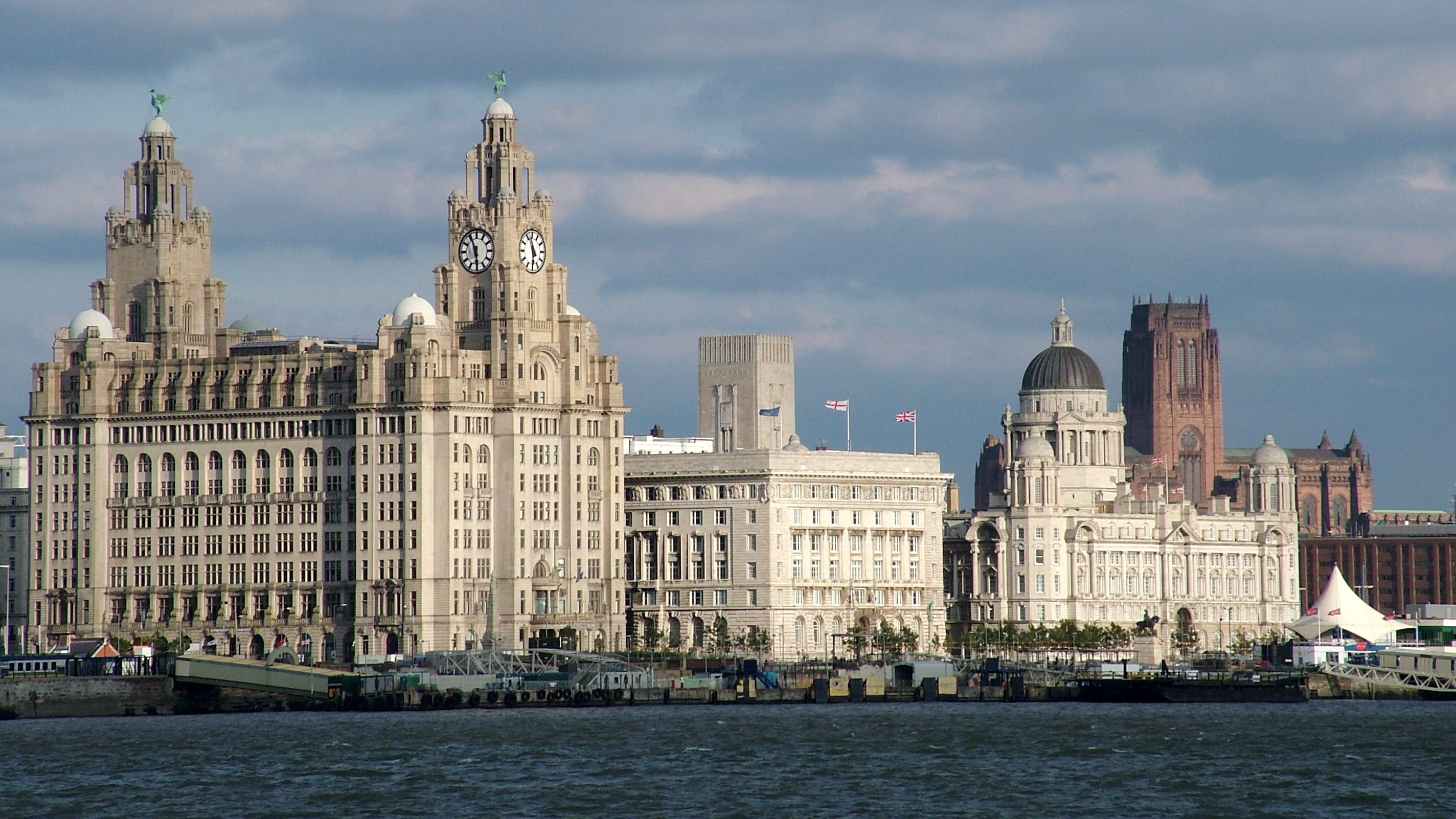
Pier Head, avec le Royal Liver Building, le Port of Liverpool Building et le Cunard Building.
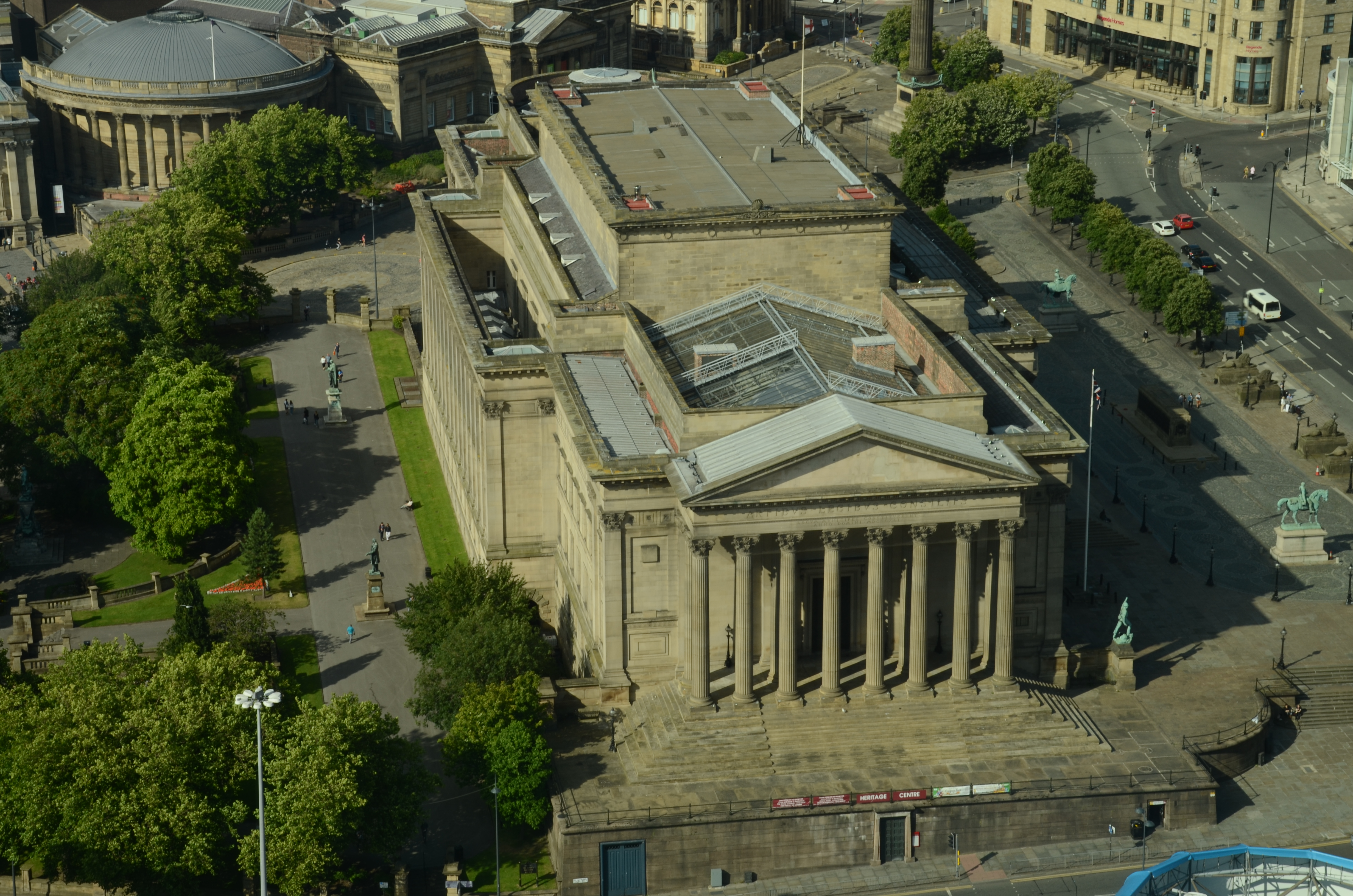
St. George's Hall.
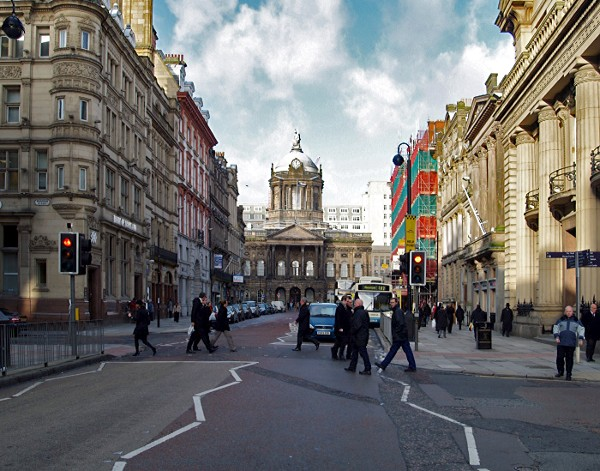
Castle Street.
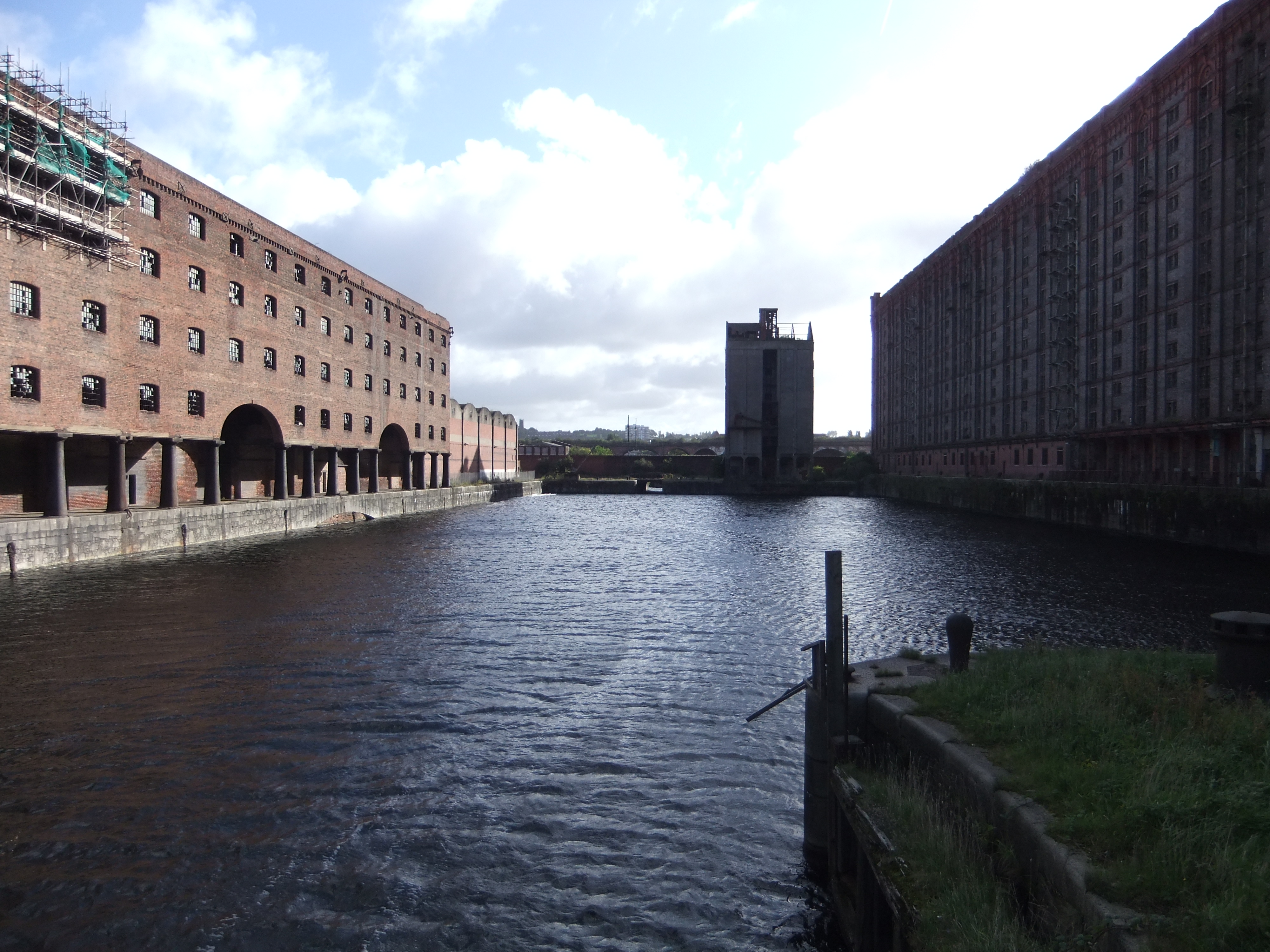
Stanley Dock.
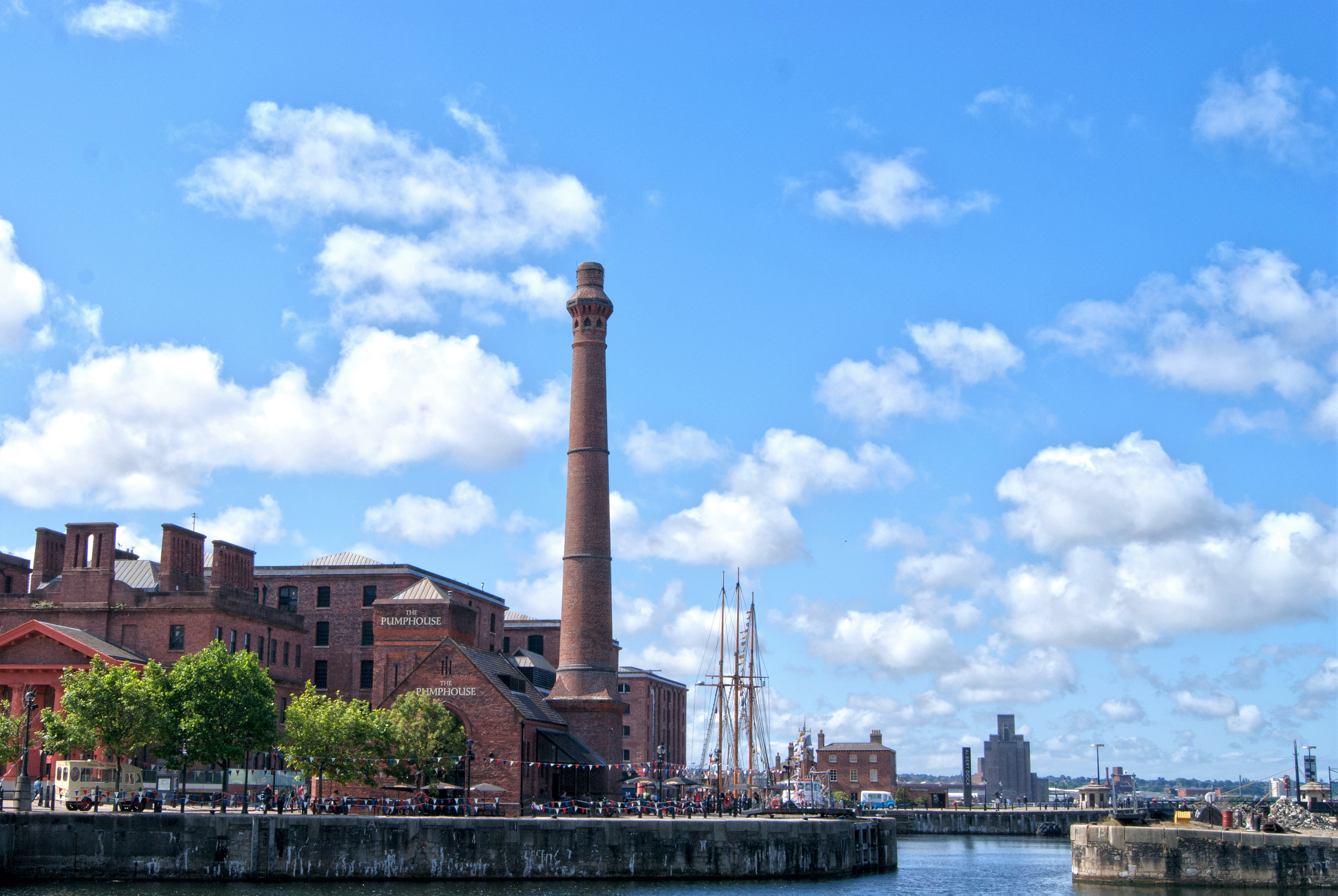
La station de pompage hydraulique du Royal Albert Dock, construite en 1878.